# Stadio dei Tigrè
Lo stadio dei Tigrè è uno stadio della città etiope di Macallè, nella regione dei Tigrè. È dotato di 60 000 posti.
Inaugurato nel 2017 e costato 22 milioni di dollari statunitensi, è usato principalmente per il calcio e ospita le partite interne di varie squadre cittadine: Mekelle 70 Enderta, Shire Endaselassie, Welwalo Adigrat University e Dedebit.